# ミリオンズ (お笑いコンビ)
ミリオンズは、ラフィーネプロモーションに所属する日本のお笑いコンビ。かつてはワタナベエンターテインメントに所属していた。

## メンバー
- 椎名 健介（しいな　けんすけ、1979年5月18日 - ）

ツッコミ担当。立ち位置は右側。
血液型A型。
茨城県取手市（旧藤代町）出身。172cm。66kg。
茨城県立藤代紫水高等学校卒業。
山野美容専門学校卒業。
大酒飲み、喫煙者、辛い食べ物が大好き。
春になった途端に、花粉症がピタッと止まる。（自分の体質すら、自分で良く分からなくなって来た）
痩せる為に、ダイエット食品と呼ばれる物を3食食べた次の日に、2キロ体重が増えた事がある。
- そぼく（本名：大枝祐明（おおえだ　ひろあき）、1982年6月8日 - ）

ボケ担当、立ち位置は左側。
血液型B型。
茨城県取手市（旧藤代町）出身。178cm。56kg。
愛称は「そぼく」「そぼちゃん」
茨城県立取手第一高等学校工業科卒業。野球部所属。
流通経済大学龍ケ崎キャンパス卒業。
椎名とは対照的に酒、タバコ、辛い食べ物が苦手。
高校時代、好きだった購買のパンはクリームパーカー。（廃品）
ロッチ中岡創一率いる「中岡一般」のメンバー。

## 略歴
2004年10月結成。

## 由来
ベタに売れたいという願いを込めてつけた名前。
よくCDが100万枚以上売れると「ミリオンセラー」と言うことから、ミリオンをとってミリオンズになった。

## 出演
- キャくれ家（朝日放送）- 2011年1月14日初出演
- 雨上がり決死隊のトーク番組アメトーーク! - そぼくのみ
- 国民アンケートクイズ リアル日本人!（NHK総合）- 2014年8月12日
- 有田ジェネレーション（TBSテレビ） - 2018年10月24日